# Exèrcit Nacional Kuki
L'Exèrcit Nacional Kuki (Kuki National Army) és una organització militar de l'ètnia kuki del nord-est de l'Índia, creada per Suvitulon Hoakip el juny de 1991, sota direcció de la branca política, l'Organització Nacional Kuki (Kuki National Organization).
Els kukis són una branca de l'ètnia Chin o Xin i tenen com a objectiu la creació del Kukiland o Zale'n-gam amb els territoris dels kukis a Nagaland i a Manipur i a Birmània, mitjançant la lluita armada. La seva activitat principal és la zona fronterera amb Myanmar. Té almenys 600 combatents i està aliada al Consell Nacional Socialista de Nagaland (Kaplang) i al Front Unit d'Alliberament d'Assam i és membre de l'Indo Burma Revolutionary Front (IBRF). Inicialment va rebre suport de l'Exèrcit d'Independència Kachin.
Està en guerra amb els naga i els paites i en aquesta lluita rep el suport encobert de l'Índia.
Va suspendre les operacions a l'Índia l'agost de 2005 i va signar una treva amb el govern central i l'estat de Manipur el 20 de maig de 2008, que va durar fins al 2023- La participació en la Guerra civil de Myanmar des de 2021 al costat d'altres grups insurgents els va facilitar armes sofisticades i en 2023 va esclatar la violència a Manipur entre els meitei que viuen a la Vall de Manipur, majoritàriament hindús, i els kuki, que viuen a les altures i son principalment cristians, per beneficis econòmics, treballs governamentals i quotes d'educació, amb més de 225 morts i 60.000 desplaçats.